# ريان كوك
ريان كوك (بالإنجليزية: Ryan Cook) هو لاعب كرة قاعدة أمريكي، ولد في 30 يونيو 1987 في كلوفيس في الولايات المتحدة.

## وصلات خارجية
- ريان كوك على موقع دوري كرة القاعدة الرئيسي (الإنجليزية)
- ريان كوك على موقع الدوري الياباني لكرة القاعدة (الإنجليزية)
- ريان كوك على موقعبيزبول رفرنس.كوم (الدوري الرئيسي) (الإنجليزية)
- ريان كوك على موقعبيزبول رفرنس.كوم (الدوري الثانوي) (الإنجليزية)
- ريان كوك على موقع إي إس بي إن.كوم (أم.أل.بي) (الإنجليزية)
- ريان كوك على موقع مشجعي الرسوم البيانية (الإنجليزية)